# Passion's Playground
Passion's Playground é um filme mudo do gênero drama produzido nos Estados Unidos e lançado em 1920. É baseado no romance The Guests of Hercules, de Charles Norris Williamson e Alice Muriel Williamson.